# Cirrhitichthys guichenoti
Cirrhitichthys guichenoti är en fiskart som först beskrevs av Sauvage, 1880.  Cirrhitichthys guichenoti ingår i släktet Cirrhitichthys och familjen Cirrhitidae. Inga underarter finns listade i Catalogue of Life.